# Petar Jakšić
Petar Jakšić (serbisch-kyrillisch Петар Јакшић; * 20. Juli 2001 in Belgrad) ist ein serbischer Wasserballspieler. Bei Olympischen Spielen gewann er mit der Nationalmannschaft eine Goldmedaille.

## Sportliche Karriere
Petar Jakšić ist der jüngere Bruder von Nikola Jakšić. 2024 spielte Petar bei VK Partizan Belgrad.
Petar Jakšić siegte mit der serbischen Juniorenmannschaft bei der Junioren-Weltmeisterschaft 2021. Im Februar 2024 bei der Weltmeisterschaft in Doha verloren die Serben im Viertelfinale mit 13:15 gegen die Kroaten und belegten schließlich den sechsten Platz.
Bei den Olympischen Spielen 2024 in Paris erreichte die serbische Mannschaft in ihrer Vorrundengruppe den vierten Platz. Nach Siegen über Griechenland mit 12:11 im Viertelfinale und das US-Team 10:6 im Halbfinale standen die Serben im Finale und trafen auf die Kroaten, die in der Vorrunde ebenfalls Gruppenvierte geworden waren. Serbien siegte im Endspiel mit 13:11 und gewann die dritte olympische Goldmedaille in Folge, wobei Nikola Jakšić dreimal dabei war. Petar Jakšić erzielte im Halbfinale einen Treffer.